# Драган Шакота
Драган Шакота (Београд, 16. јун 1952) српски je кошаркашки тренер и бивши кошаркаш. Његов син Душан такође је кошаркаш.

## Каријера
Целу кошаркашку каријеру Шакота је провео у тадашњем прволигашу ИМТ Београд, од 1972. до 1983. У истом клубу је започео тренерску каријеру и водио га је до 1988. године, а 1987. је са ИМТ-ом освојио Куп Југославије.
Сезону 1988/89. је провео у Задру, а следећу сезону је провео у загребачкој Цибони. У овом периоду је као помоћни тренер репрезентације Југославије освојио злато на Балканијади 1989. и златну медаљу на Светском првенству 1990. у Буенос Ајресу.
У сезони 1990/91 Шакота је преузео солунски ПАОК, са којим је те сезоне освојио Куп победника купова. Потом је годину дана водио Аполон из Патре, па солунски Ираклис (1993—94), да би се затим вратио у ПАОК (1994—95).
Након тога радио је у Перистерију (1995—97) и Ираклису (1998—2000), а онда и у солунском Арису (2000—01). Из Солуна је прешао у Атину, где је тренирао АЕК (2001—2003) и Олимпијакос (2003—04). Са АЕК-ом је узео титулу првака Грчке 2002. године.
На Олимпијским играма 2004. у Атини, Шакота је био асистент Жељка Обрадовића, а исту функцију је обављао и на Европском првенству 2005. у Србији и Црној Гори.
Шакота је у јулу 2005. потписао двогодишњи уговор са Црвеном звездом, са којом је освојио домаћи Куп Радивоја Кораћа. У сезони 2006/07. Звезда се пласирала у четвртфинале УЛЕБ купа, где је поражена од мадридског Реала. Након пораза од Унион Олимпије у Јадранској лиги, којим је Црвена звезда изгубила шансе да се следеће сезоне такмичи у УЛЕБ купу, Шакота је поднео оставку, а на његово место је постављен његов први сарадник Стеван Караџић.
Након што је Жељко Обрадовић поднео оставку на место тренера, Шакота је предводио репрезентацију СЦГ на Светском првенству 2006. у Јапану. На СП у Јапану, са њим на челу, национална селекција СЦГ дошла је до осмине финала, где је од Шпаније изгубила са 87:75. Шакота је 24. маја 2007. поднео оставку на место селектора Кошаркашке репрезентације Србије.
Од јануара до децембра 2008. Шакота је био тренер Фортитуда. За сезону 2010/11. био је тренер турског Трабзонспора. У новембру 2011. постао је тренер турске Анталије и остао је с њима до краја сезоне.
У новембру 2014. се вратио на место тренера АЕК-а из Атине. Водио је клуб до децембра 2015, да би у сезони 2016/17. био промовисан у спортског директора. После те сезоне се вратио на клупу Атињана, а у наредној години им је донео два трофеја. АЕК је освојио Куп Грчке и премијерно издање ФИБА Лиге шампиона. После тих успеха се вратио у директорску фотељу и постао је технички директор АЕК-а.
Шакота је 23. новембра 2019. по други пут у својој каријери постављен за тренера Црвене звезде. Председник клуба Небојша Човић је 8. јуна 2020. године саопштио да Шакота више није тренер Црвене звезде пошто клуб није продужио уговор са њим.

## Тренерски успеси

### Клупски
- ИМТ Београд:
  - Куп Југославије (1): 1987.
- ПАОК:
  - Куп победника купова (1): 1990/91.
- Црвена звезда:
  - Куп Радивоја Кораћа (1): 2006.
- АЕК Атина:
  - Првенство Грчке (1): 2001/02.
  - ФИБА Лига шампиона (1): 2017/18.
  - Куп Грчке (1): 2018.